# 李得陽
李得陽（1537年—1615年），字伯英，號景渠，直隸廣德州人，軍籍，明朝政治人物。

## 生平
嘉靖四十三年（1564年）甲子科應天府鄉試第九十八名舉人。嘉靖四十四年（1565年）聯捷乙丑科三甲第一百四十九名進士。吏部观政，本年八月初授浙江兰溪县知县，隆慶二年（1568年）六月轉南京户部主事，四年六月升郎中，六年十月调南京吏部稽勋司郎中，万历元年（1573年）十二月出为九江府知府，万历六年（1578年）四月升广东副使、整饬岭东兵备兼分巡惠潮，七年正月以病乞休。家居八年，终外艰，十五年丁亥十月起补福建漳南道副使，十七年十二月升广东左参政，二十年八月升江西按察使，二十一年七月升本省右布政使，二十二年十一月升四川左布政使兼佥事分巡上川东，未任，调补湖广左布政使。二十三年十一月升巡抚湖广、都察院右佥都御史，二十四年闰八月以病乞休。四十二年八月起升南京工部右侍郎，四十三年十二月卒于官。所著有理学臆言、义仓漫语、古今一览、难字备弓□又、桐川野史、谈齐集帖等书，卒之日棺衾无所倚办，礼部覆请，上命予祭葬。天啓元年赠南京户部尚书。

## 家族
曾祖李昇；祖父李昭，州判官；父李崇謙，號松渠，嘉靖丁酉乡试举人，知縣、通判、累封郎中。母孫氏，封宜人。弟庆阳、逢陽，俱庠生。